# Орден «13 веков Болгарии»
Орден «13 веков Болгарии» (болг. Орден «13 века България») был учреждён 16 октября 1981 года Указом № 2191 Государственного совета НРБ. Орденом награждались болгарские граждане за особо высокие заслуги перед Болгарией, а также иностранцы, имеющие большие заслуги в укреплении и развитии дружбы и сотрудничества с Болгарией, в борьбе за укрепление мира и взаимопонимания между народами. Орден имел одну степень.
Авторы проекта ордена — профессор В. Старчев и художник М. Марков. Орден изготавливался на Государственном монетном дворе.
Орден был вручён около 100 раз. Среди награждённых писатель Богомил Райнов, оперный певец Николай Гяуров, патриарх Болгарский Максим.

## Знаки ордена
Знак ордена представляет собой пятиконечную звезду, покрытую с обеих сторон белой эмалью, диаметром 75 мм. В середине лицевой части знака в квадратной рамке помещен золотой элемент, воспроизводящий средневековое украшение из дворца в Преславле. Над ним располагаются цифры «681» — год основания болгарской державы. Квадратная рамка окружена лавровым венком, покрытым зелёной эмалью. Знак носился на плечевой ленте из золотисто-белого муара с полоской болгарского флага (белый, зелёный, красный) по центру.
Звезда пятиконечной формы, диаметром 80 мм, из серебра, без эмалевого покрытия. Её лучи имеют закруглённые концы и рильефную поверхность. В центре звезды, на фоне из красной эмали, располагается элемент, аналогичный помещённому в центре знака.
Существует миниатюра для повседневного ношения, в основном повторяющая звезду, но диаметром 23 мм.